# لماذا يجري السيد.ر (فلم)
لماذا يجري السيد «ر» (بالإنجليزية: ?Why Does Herr R. Run Amok) (بالألمانية: ?Warum läuft Herr R. Amok) فيلم درامي ألماني غربي لعام 1970، من إخراج راينر فيرنر فاسبيندر ومايكل فنجلر. يتتبع الفيلم السيد راب بشعره المنزلق وبدلته ذات الثلاث قطع، والذي يمكن الاعتماد عليه. راب هو رسام تقني، يتعامل مع زملائه على الرغم من أن رئيسه يريد منه تجاوز النظافة الفنية لخدمة العمل. شارك الفيلم في مهرجان برلين السينمائي الدولي العشرين.

## طاقم التمثيل
ليليث أنجيرر: في دور السيدة (ر)
كيرت راب: في دور السيد (ر)
ليلو بيمبيت: في دور زميل المكتب
فرانز مارون: في دور رئيس المكتب
هاري باير: في دور زميل في المكتب
بيتر مولاند: في دور زميل في المكتب
هانا شيجولا: في دور صديقة المدرسة للسيدة (ر)
إنجريد كافين: في دور جار
إيرم هيرمان: في دور جار
دوريس ماتيس: في دور جارة
هانيس جرومبال - الجار
فينزينز ستير: في دور الجد راب
ماريا ستير: في دور الجدة راب
بيير رافينز: في دور صديق المدرسة
إيفا بامبوش: في دور بائع
كارلا إيجرير: في دور بائع

## أحداث الفيلم
تدور أحداث الفيلم بمدينة ميونيخ في الفترة التي تسبق عيد الميلاد. يبلغ السيد (ر) حوالي الثلاثين من العمر ويعيش حياة الطبقة الوسطى مع زوجته وإبنه. يعمل رسامًا هندسيًا وهو هادئ إلى حد ما ومتحفظ، وتجري أعماله التي تبدو رتيبة في مكتب متواضع ولايملكه، يشارك معه المكتب، إثنين من زملائه وكاتب آلة كاتبة. من حين لآخر يتعرض (ر) للنقد من رئيسه، كما أن بقية حياته اليومية مليئة بالرتابة القاتمة إلى حد ما. يلتقي الزوجان بالشابة هانا، التي تبدو مناهضة للبرجوازية بشكل قاطع وتتجنب الحياة التقليدية والمرسومة للآخرين. لا يبدو أن (ر) قادرًا على تلبية توقعات زوجته للترقي في العمل، ويظهر (ر) حيويًا وسعيدًا فقط عندما ينغمس في الذكريات مع صديق الطفولة الذي يزوره، ويتضح أن (ر) يتخلى عن ضبط النفس تحت تأثير الكحول، وينشد ترنيمة، بينما صديقه يعزف على الهارمونيكا، ليعطي مرة واحدة مساحة لروحه، بينما تجلس الزوجة طوال الوقت غير مبالية. يزور (ر) طبيب العائلة وهو يشكو التعب، ولايجد الطبيب سوى تحذيره من الإفراط في التدخين. تصبح تصرفات (ر) فجأة غير مفهومة، وأثناء مشاهدته للتلفاز، تأتي جارة لزيارة زوجته، وترتفع أصوات السيدات في الحديث، بينما يحاول هو متابعة التلفاز، وعندما تدير الجارة ظهرها له، يتناول (ر) الشمعدان فجأة ويقتلها هي وزوجته وإبنه.
في صباح اليوم التالي، يذهب (ر) إلى مكان عمله في الوقت المحدد كالمعتاد، وعندما تظهر الشرطة، يكون (ر) في المرحاض، ولايستجيب للطرقات على الباب، وتقتحم الشرطة لتجده مشنوقًا في المرحاض.

## إستقبال الفيلم
كتب موريس لهدي على موقع كريتك دي الألماني في 17 يناير 2006: «ثمانية وثمانين دقيقة من الثرثرة التي لا تطاق... لماذا يركز على الطول الكامل للفيلم.. من غير المحتمل أن يكون قادرًا على الصمود. من أجل فهم الموقف، لا يحتاج المرء إلى فهم الأحاديث الرتيبة بالتفصيل... هناك بين توافق الصلابة العاطفية للضوضاء الخلفية مع المحتوى... يجد المشاهدون طريقهم للخروج بالأبيض والأسود بأسلوب منمق، ويظهر اللون الرمادي  في أوائل السبعينيات بدون زخرفة. يخلق هذا الأسلوب مزيدًا من الحزن على المستوى الصوتي: الشيء الأكثر إحباطًا في المشاهدة هو اليقين بأن المحادثات المسجلة بالصدفة في المكاتب الحقيقية وغرف المعيشة كانت ستبدو متشابهة جدًا». كتب «أولريش بيرنس» على الموقع الألماني فيلم زنترالي: «الكاميرا هي عيننا، على الأقل على ما يبدو، بل بالأحرى: يتم إغواء أعيننا ووضعها على العدسة. تتأرجح العين من خلال مشاهد الزواج، والحياة اليومية، والوظيفة، والأسرة، والمعارف السابقة كما تقودنا الكاميرا إليهم، في الغالب عن قرب كما هو الحال في فيلم رعب يومي. هذا القرب غالبًا ما يكون خانقًا. سواء كان ديتريش لومان، الذي صور الفيلم، يصور في مقر الشركة التي يعمل فيها السيد» آر«أو في شقته: نحن دائمًا في محيط مخيف من الأشخاص الذين ليس لديهم ما يقولونه لبعضهم البعض، على الرغم من أنهم، مع باستثناء السيد» آر«نفسه، وهو صامت في الغالب، يتحدث كثيرًا... فاسبيندر يقدم الكثير من هذه الحياة البطيئة المريضة، هذا العذاب، الذي عرضه لاحقًا بشكل أكثر وضوحًا في» تاجر الفصول الأربعة«عام 1971. إن عدم القدرة على الكلام الرهيب بلغة الناس، والعدوان الخفي والعدوان الذاتي الذي ينتظر بشكل مهدد تحت سطح العالم لإفراغه، هي تعبيرات عن مجتمع متجمد بالكامل تقريبًا. وبالعودة إلى هذا الفيلم، يتضح لنا ما يمكن أن يعنيه أن الوضع الطبيعي هو الذي يؤدي إلى العنف في شكل متطرف، بطريقة أو بأخرى، كتعبير عن فعل فرد أو مجموعات كاملة ضد أخرى»، ومنح التقييم: 10 من أصل 10 نقاط. منح موقع الطماطم الفاسدة تقييم 100%.

## الجوائز
حصل الفيلم على الجائزة الذهبية للإخراج (مشاركة بين مايكل فنجلر وراينر فيرنر فاسبيندر) في مهرجان الأفلام الألمانية عام 1971. كما حصل راينر فيرنر فاسبيندر على جائزة الإخراج في مهرجان برلين السينمائي الدولي العشرين.

## وصلات خارجية
- لماذا يجري السيد.ر (فيلم)
- لماذا يجري السيد.ر (فيلم)